# Aktassiidae
Famille
Les Aktassiidae sont une famille fossile de libellules du sous-ordre des Anisoptera.

## Classification
La famille des Aktassiidae est décrite en 1968 par la paléontologue et entomologiste russe Lyudmila Natanovna Pritykina (d),.
En 1996, elle est redéfinie par Günter Bechly.
En 1998, André Nel et son équipe y classent deux genres supplémentaires et divisent cette famille en deux sous-familles.
En 2010 un nouveau genre est ajouté par Lin Qibin, André Nel et Huang Diyinga.
Les Aktassiidae, avec les Petaluridae, sont inclus dans la super-famille des Petaluroidea, placée dans le clade des Petalurodea et le plus large des Petalurida.

### Fossiles
Selon Paleobiology Database en 2023, cette famille a dix-neuf collections de fossiles référencées :
- Crétacé, quatre collections de Chine, une de Mongolie et une du Royaume-Uni ;
- Jurassique au Crétacé, une collection d'Espagne ;
- Jurassique, dix collections d'Allemagne et deux du Kazakhstan[2].

## Liste des sous-familles et genres
Selon Paleobiology Database en 2023, cette famille est représentée par deux sous-familles et quatre genres :
- † sous-famille des Aktassiinae Pritykina (d) 1968[1],[7]
  - † genre Aeschnogomphus Handlirsch, 1906
  - † genre Aktassia Pritykina, 1968
  - † genre Sinaktassia Lin et al., 2010[5] ;
- † sous-famille des Pseudocymatophlebiinae Nel et al., 1998[8],[9]
  - † genre Pseudocymatophlebia Nel et al., 1998[4]

## Description
Les Aktassiidae se distinguent des Petaluridae principalement par un veinage des ailes beaucoup plus dense et, par conséquent, un nombre de cellules nettement accru par rapport au plan de structure d'origine.

### Publication originale
- [1968] (ru + en) Lyudmila Natanovna Pritykina, « Strekozy Karatau (Odonata) » [« Dragonflies of Karatau (Odonata)]. »], Yurskoy Nasekomiye Karatau (Jurassic Insects of Karatau),‎ 1968, p. 26-54.